# Le Granit
Le Granit ist eine regionale Grafschaftsgemeinde (französisch municipalité régionale du comté, MRC) in der kanadischen Provinz Québec.
Sie liegt in der Verwaltungsregion Estrie und besteht aus 20 untergeordneten Verwaltungseinheiten (eine Stadt, 14 Gemeinden, zwei Kantonsgemeinden und drei Sprengel). Die MRC wurde am 26. Mai 1982 gegründet. Der Hauptort ist Lac-Mégantic. Die Einwohnerzahl beträgt 21.462 (Stand: 2016) und die Fläche 2.735,21 km², was einer Bevölkerungsdichte von 7,8 Einwohnern je km² entspricht.

## Gliederung
Stadt (ville)
- Lac-Mégantic

Gemeinde (municipalité)
- Audet
- Frontenac
- Lac-Drolet
- Lambton
- Milan
- Nantes
- Notre-Dame-des-Bois
- Piopolis
- Sainte-Cécile-de-Whitton
- Saint-Ludger
- Saint-Robert-Bellarmin
- Saint-Romain
- Saint-Sébastien
- Stornoway

Kantonsgemeinde (municipalité de canton)
- Marston
- Stratford

Sprengel (municipalité de paroisse)
- Courcelles
- Saint-Augustin-de-Woburn
- Val-Racine

## Angrenzende MRC und vergleichbare Gebiete
- Le Haut-Saint-François
- Beauce-Sartigan
- Les Appalaches